# Ameiva griswoldi
Ameiva griswoldi là một loài thằn lằn trong họ Teiidae. Loài này được Barbour mô tả khoa học đầu tiên năm 1916.

## Hình ảnh

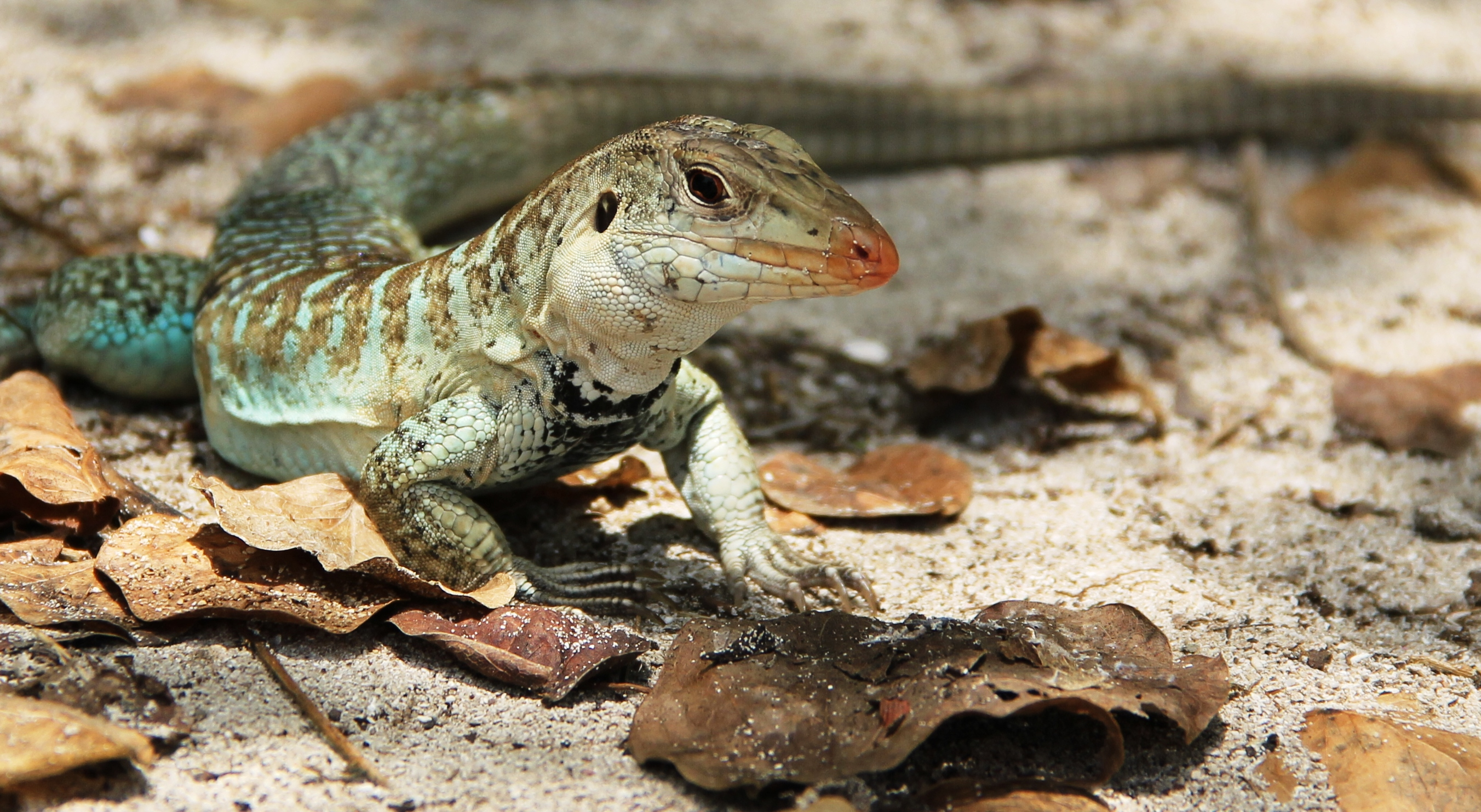